# Марица Стојшин
Марица Стојшин (Дражевац, 1930 – Београд, 12. мај 2008) била је дугогодишњи секретар редакције и лектор часописа „Дело“.
У Београду је завршила гимназију и на Филозофском факултету југословенску књижевност и српскохрватски језик. У познати београдски књижевни часопис „Дело“ дошла је 1963. године, где ће као секретар редакције провести све до његовог гашења 1992. године. Истовремено обављала је и послове лектора часописа. Била је присутна на београдској књижевној сцени, као посредни или непосредни учесник, у време сукоба модерниста и реалиста у коме су победили модернисти окупљени око часописа „Дело“. Прве текстове објавила је као студенткиња, али је тек после смрти угледала светло дана њена прва и једина књига „Проветравање живота“, у издању Књижевне општине Вршац 2008. године.
У овим мемоарским текстовима оставила је драгоцена сећања о раду редакције „Дела“ у временском распону од готово три деценије, о сусретима с многим познатим писцима и људима из света културе од Васка Попе до Бранка Миљковића, од Милоша Црњанског до Мире Траиловић, као и о својим бившим супрузима Петру Џаџићу и Владимиру Стојшину. Из књиге, између осталог, сазнајемо да је о судбини часописа "Дело" одлучио ондашњи главни уредник Нолита Милош Стамболић, рођени брат Ивана Стамболића, одлучивши да више не излази, 1992. године, када је главни уредник Слободан Благојевић самоиницијативно напустио редакцију, отишавши у иностранство, а на политичком небу Србије Стамболић губио дугогодишње позиције. Књига је драгоцена по много чему, поготову по истанчаним психолошким портретима значајних српских књижевника у то време. Из ње се може јасно видети да је Бранко Миљковић извршио самоубиство, а не да је жртва неке умишљене завере, можда боље но што је то ико и у једној књизи до сада документовао.

## Књиге
- Проветравање живота, КОВ, Вршац, 2008.